# Tongnan
Tongnan är ett stadsdistrikt i Chongqings storstadsområde i sydvästra Kina. Distriktet bildades 2015 genom en ombildning av häradet Tongnan. 

## Administrativ indelning
Distriktet är indelat i två stadsdelsdistrikt och 20 köpingar.
Stadsdelsdistrikt (jiedao):

- Guilin (桂林街道)
- Zitong (梓潼街道)

Köpingar (zhen):

- Baizi (柏梓镇)
- Baolong (宝龙镇)
- Biekou (别口镇)
- Chongkan (崇龛镇)
- Guxi (古溪镇)
- Huayan ()
- Longxing (龙形镇)
- Mixin (米心镇)
- Qunli (群力镇)
- Shanghe (上和镇)
- Shouqiao (寿桥镇)
- Shuangjiang (双江镇)
- Tai'an (太安镇)
- Tangba (塘坝镇)
- Tianjia (田家镇)
- Wofo (卧佛镇)
- Wugui (五桂镇)
- Xiaodu (小渡镇)
- Xinsheng (新胜镇)
- Yuxi (玉溪镇)

## Kända invånare
- Yang Shangkun (1907-1998), kommunistisk politiker och Kinas president 1988–1993.